# Sturnira ludovici
Sturnira ludovici är en fladdermusart som beskrevs av Anthony 1924. Sturnira ludovici ingår i släktet Sturnira och familjen bladnäsor. IUCN kategoriserar arten globalt som livskraftig. Inga underarter finns listade i Catalogue of Life.
Arten förekommer i Central- och Sydamerika från Mexiko till Ecuador och till Guyana. Sturnira ludovici vistas vanligen i kulliga områden och i lägre bergstrakter. Habitatet utgörs av tropiska städsegröna skogar och av andra fuktiga landskap med träd.
Denna fladdermus äter främst frukter som plockas från växten eller från marken. Dessutom ingår nektar och pollen i födan. Honor har vanligen två kullar per år, en omkring april/maj och den andra omkring september/oktober.